# Aufstand in Arsal
Der Aufstand in Arsal war ein Aufstand islamistisch-syrischer Rebellen gegen die libanesischen Streitkräfte vom 2. bis 7. August 2014. Als Auslöser wird die Verhaftung von Imad Ahmad Jomaa gesehen, dem Anführer der Fajr al-Islam Brigade, die lose mit der Organisation Islamischer Staat verbunden ist.

## Vorgeschichte
Arsal liegt im Nordlibanon nahe der syrischen Grenze. Auf Grund des Syrischen Bürgerkriegs war das Gebiet um die Stadt in der Vergangenheit immer wieder Angriffen ausgesetzt. In Arsal hatten etwa 100'000 syrische Flüchtlinge Schutz gesucht, zudem waren sowohl die al-Nusra-Front als auch die Hisbollah um Arsal aktiv, was bereits zu Sicherheitsbedenken geführt hat. In den Tagen vor dem Aufstand mutmaßten einige Quellen, dass die Libanesischen Streitkräfte die Hisbollah unterstützen würden, während die Einwohner von Arsal mit den syrischen Rebellen sympathisieren. Trotzdem forderten der Bürgermeister und der Stadtrat am 31. Juli 2014 das Militär auf, einen Sicherheitsplan aufzustellen, wie er schon in Tripoli realisiert wurde.

## Vorgehen
Am 2. August wurde Imad Ahmad Jomaa von den libanesischen Streitkräften um Arsal gefangen genommen. Daraufhin haben noch am gleichen Tag syrische Rebellen Checkpoints umstellt und forderten die Freilassung des Kommandeurs. Zwei Soldaten starben am Wadi Hmayyed Checkpoint. Zudem wurde auch die Polizeistation von Rebellen in Arsal umstellt und gestürmt. Zwei Zivilisten kamen dabei ums Leben und mehrere Syrer wurden befreit. Jedoch mussten auch syrische Rebellen Verluste von elf Kämpfern hinnehmen. Am darauf folgenden Tag gingen die Kämpfe weiter. Die Streitkräfte konnten Wadi Hmayyed zurückerobern, allerdings beschränkten sie sich in Arsal darauf, nur Artillerie einzusetzen. Rebellen attackierten eine Kaserne. In Arsal selbst kämpften Bewohner für die Befreiung der Stadt, während andere für die Al Nusra kämpften. Andere Bewohner bereiteten sich darauf vor die Stadt zu verlassen, konnten dies allerdings noch nicht. Zudem wurden auch in Tripoli die Streitkräfte wegen der Kämpfe in Arsal angegriffen. Am 5. August konnten die Streitkräfte sowohl den Ras al-Sarj Hügel, als auch die Barracks 83 – eine Militäreinrichtung –, welche beide wichtige Aussichtspunkte darstellen, wieder einnehmen. Allerdings versuchten die Rebellen, verschiedene Hügel wieder zu erobern, wurden jedoch zurückgedrängt. Gegen Abend hat die syrische Luftwaffe Stellungen der Rebellen auf libanesischem Gebiet attackiert. Die libanesischen Streitkräfte wiederum beschossen das Al-Hosn Quartier. Am Abend sollte eine 24-stündige Waffenruhe beginnen, um einerseits verwundete Zivilisten aus der Stadt zu bringen und andererseits den Rebellen ermöglichen, die Stadt in Richtung Syrien zu verlassen. Kämpfer der Al Nusra kündigten an, die Stadt relativ schnell zu verlassen. Kämpfer der ISIL jedoch weigerten sich zunächst, den gleichen Schritt zu unternehmen. So haben einige Rebellen zwei Stützpunkte angegriffen und die Waffenruhe nach drei Stunden bereits gebrochen. Allerdings wurde die Waffenruhe tags darauf bis zum Abend des 7. August verlängert und so konnte auch die ISIL dazu bewogen werden, die Stadt zu verlassen. Der 8. August soll in Arsal ruhig gewesen sein, jedoch gab es nach Ende der Waffenruhe vereinzelt Kämpfe außerhalb Arsals. Am 9. August stand Arsal erstmals vollständig unter libanesischer Kontrolle.

## Reaktionen
Der saudische König Abdullah forderte Frankreich auf, ein Rüstungsgeschäft, das Saudi-Arabien Güter im Wert von 3 Milliarden Dollar zukommen lässt, so schnell als nur möglich durchzuführen. Das Geschäft wurde auf einer Konferenz in Rom verabschiedet, um die Libanesischen Streitkräfte besser auszurüsten.